# Постира
Постира (хорв. Postira) — населений пункт і громада в Сплітсько-Далматинській жупанії Хорватії.

## Населення
Населення громади за даними перепису 2011 року становило 1559 осіб. Населення самого поселення становило 1429 осіб.
Динаміка чисельності населення громади:
Динаміка чисельності населення центру громади:

## Населені пункти
Крім поселення Постира, до громади також входить Дол.

## Персоналії
- Владимир Назор (1876—1949) — хорватський поет і письменник.